# Терентьев, Иван Николаевич
Иван Николаевич Терентьев — советский хозяйственный, государственный и политический деятель.

## Биография
Родился в 1908 году. Член ВКП(б) с 1930 года.
С 1927 года — на хозяйственной, общественной и политической работе. В 1927—1958 гг. — управляющий горным смотрительством золотых приисков, на РККФ, секретарь Бикинского районного комитета ВКП(б), 2-й, 1-й секретарь Уссурийского областного комитета ВКП(б), в ЦК ВКП(б), 1-й секретарь Ульяновского областного комитета ВКП(б) (с 16 января 1943 года по 5 марта 1949 года), мастер строительного управления № 3 (Куйбышев), репрессирован, затем амнистирован, начальник базы оборудования, Отдела технического снабжения, заместитель директора Новокуйбышевского нефтеперерабатывающего завода.
Избирался депутатом Верховного Совета СССР 2-го созыва.